# Tremor (musikgrupp)
Tremor var ett norskt black metal-band från Mosjøen. Debutalbumet This is Primitive Hate - eller Nihilisme som Virkemiddel gavs ut av INRI Unlimited 2006. Gruppens medlemmar var då S.O. Tremor (Ole Alexander Myrholt) på trummor, gitarr och sång samt Hans AG3 (Hans-Aage Holmen) på bas. Myrholt är även sångare i extreme metal-bandet Enslavement of Beauty. EP:n Lipsynced with Satan gavs ut 2008-08-08 och albumet The Poe Sessions - and Random Pieces of Black Metal släpptes 2011.
Från april 2008 blev Borgar Haugen bandets trummis, och i juni annonserades Tøger Haugen som bandets nye livesångare.
Ole Alexander Myrholt uppträder från 2016 med bandet Myrholt, där han är enda fasta medlemmen.

## Medlemmar
Senaste medlemmar
- S.O. Tremor (Ole Alexander Myrholt) – gitarr, sång, trummor
- Hans AG3 (Hans-Aage Holmen) – basgitarr

Livemedlemmar
- Tøger Haugen – sång
- Borgar Haugen – trummor

Bidragande musiker (studio)
- Frader Jacob (Hans Øksne) – piano (2006)
- Nordal (Stian Nordal Jensen) – sologitarr, sång (2006)

## Diskografi

### This is Primitive Hate – 2006
Albumet This is Primitive Hate är inspelat i Kamfer studios, förutom trummorna som spelats in i Weightless Studios. All musik och text är skriven av S. O. Tremor (Ole Alexander Myrholt). Albumdesignen är skapad av Bjørn Holter. Skivan gavs ut av INRI Unlimited 2006. Musiken framförs av S.O. Tremor på sång, gitarr och trummor samt Hans AG3 på bas. Gästsångare är Silje Nordeng Andersen och Stine Nordeng Andersen, och gästmusiker är Stian Nordal Jensen på gitarr samt Hans Jakob Øksne på piano.

### Lipsynced with Satan – 2008 (EP)
Lipsynced with Satan gavs ut av INRI Unlimited 2008. Medverkande är Myrholt på sång, trummor och gitarr samt Hans-Aage Holmen på bas. Utöver de nyskrivna låtarna Lipsynced with Satan, Helvete och I Vampiri di Praga innehåller EP:n två covers av Von (VON) respektive Bathory (Satan My Master). Christian Myrholt Krogtoft har designat albumomslaget.

### The Poe Sessions - and Random Pieces of Black Metal – 2011
Låtlista
1. "Volture Eyes" – 8:32
2. "Lenore" – 7:23
3. "Spirits of the Dead" – 9:37
4. "A Pagan Journey to Impiety" – 5:01 (återinspelning 2007)
5. "Maaneskin" – 4:48
6. "Licentia Poetica" – 5:38
7. "Synopsis" – 5:10
8. "Gradvis.../Nid" – 8:08

### Midtveis i Norge
Låten "Amor Fati; Let that be My Love Henceforth!" av Tremor är utgiven på samlingsalbumet med diverse artister Midtveis i Norge som samlat musik från Mosjøen inom vitt skilda genrer.